# Cabazita
La cabazita o chabasita és el nom d'una sèrie de minerals: Cabazita-Ca, Cabazita-K, Cabazita-Mg, Cabazita-Na i Cabazita-Sr, pertanyents a la vegada al grup de les zeolites. Anomenada així l'any 1788 per Louis-Augustin Bosc d'Antic, del grec chabazios (to o melodia), una de les vint pedres esmentades en el poema Peri litos, que exaltaven les virtuts dels minerals. El poema s'atribueix a Orfeu, llegendari fundador de la secta òrfica, que va florir a Grècia en els primers segles.

## Característiques
Segons la classificació de Nickel-Strunz, la cabazita pertany a «02.GD: Tectosilicats amb H₂O zeolítica; cadenes de 6-enllaços – zeolites tabulars» juntament amb els següents minerals: gmelinita-Ca, gmelinita-K, gmelinita-Na, willhendersonita, levyna-Ca, levyna-Na, bellbergita, erionita-Ca, erionita-K, erionita-Na, offretita, wenkita, faujasita-Ca, faujasita-Mg, faujasita-Na, maricopaita, mordenita, dachiardita-Ca, dachiardita-Na, epistilbita, ferrierita-K, ferrierita-Mg, ferrierita-Na i bikitaita.

## Minerals de la sèrie

### Cabazita-Ca
La cabazita-Ca, amb fórmula (Ca, K₂, Na₂)₂ [Al₂Si₄O₁₂]₂·12H₂O, és el membre del grup de la cabazita en el que domina el calci. Pertany al sistema cristal·lí triclínic i acostuma a trobar-se a les cavitats de les roques volcàniques, a les venes hidrotermals, en dipòsits de toves alterades, generalment de color blanc o inclora. La localitat tipus d'aquest mineral és Colle del Lares (Trento, Itàlia).

### Cabazita-K
La cabazita-K, amb fórmula (K₂, Ca, Na₂, Sr, Mg)₂ [Al₂Si₄O₁₂]₂·12H₂O, és el membre del grup de la cabazita en el que domina el potassi. És de lluentor vítria i sense coloració. La seva duresa és una mica més baixa que la cabazita-Ca, al tenir un valor de 4 a l'escala de Mohs. La localitat tipus d'aquest mineral és Ercolano (Campània, Itàlia).

### Cabazita-Mg
La cabazita-Mg, amb fórmula (Mg0.7, K0.5, Ca0.5, Na0.1)[Al₃Si9O24]·10H₂O, és un membre del grup de la cabazita amb predominança del magnesi. Acostuma a aparèixer de forma incolora en romboedres de fins a 0,4 mil·límetres, en cavitats de basalt. Té una densitat de 1.964 g/cm³, la més baixa de tots els minerals de la sèrie. Fins ara només se n'ha trobat a la pedrera Karikás Hill (Veszprém, Hongria).

### Cabazita-Na
La cabazita-Na, amb fórmula (Na₂, K₂, Ca, Sr, Mg)₂ [Al₂Si₄O₁₂]·12H₂O, és un membre del grup de la cabazita amb predominança del sodi, anteriorment anomenat herschelita. La localitat tipus d'aquest mineral és Aci Castello (Catània, Itàlia).

### Cabazita-Sr
La cabazita-Sr, amb fórmula Sr₂ [Al₂Si₄O₁₂]₂·12H₂O, és un membre del grup de la cabazita amb predominança de l'estronci. La localitat tipus d'aquest mineral són les pegmatites de Seidozeritovyi (Kola, Rússia).